# Мортенсен, Мартин
Мартин Мортенсен (дат. Martin Mortensen, род. 5 ноября 1984 в Хернинге, Дания) — датский профессиональный шоссейный велогонщик, выступающий за континентальную команду «Riwal CeramicSpeed». Призёр чемпионата Дании в групповой гонке.

## Достижения
2007
1-й Гран-при Дуржа
2-й Гран-при Ножан-сюр-Уаза
2008
1-й Дуо Норман
3-й Петля Артуа
1-й Этап 1
2010
2-й Гран-при Хернинга
2011
2-й Чемпионат Дании в групповой гонке
2013
Тур Нормандии
1-й  Горная классификация
1-й Этап 2
1-й  Горная классификация Тур Дании
1-й Этап 4 Тур Словакии
2-й Гран-при Хернинга
2-й Гран-при Виборга
2-й Тур Оверэйссела
2014
1-й  Тур Чехии
1-й Этап 2
2015
1-й Велотон Уэльс
2-й Чемпионат Дании в групповой гонке
2016
1-й Тро-Бро Леон
2018
3-й Гойксе Пейл

## Рейтинги
| Год                 | 2010  | 2011 | 2012 | 2013  | 2014  | 2015  | 2016  | 2017   | 2018  | 2019   |
| ------------------- | ----- | ---- | ---- | ----- | ----- | ----- | ----- | ------ | ----- | ------ |
| Мировой рейтинг UCI |       |      |      |       |       |       | 539-й | 1769-й | 936-й | 3025-й |
| Европейский тур UCI | 135-й |      |      | 102-й | 188-й | 133-й | 313-й | 1113-й | 569-й | 1858-й |
|                     |       |      |      |       |       |       |       |        |       |        |
| Источник: UCI       |       |      |      |       |       |       |       |        |       |        |